# Hanspeter Latour
Hanspeter Latour (Thun, 4 giugno 1947) è un allenatore di calcio ed ex calciatore svizzero, di ruolo portiere.